# South Shore (Kentucky)
South Shore és una població dels Estats Units a l'estat de Kentucky. Segons el cens del 2000 tenia 1.226 habitants.

## Demografia
Segons el cens del 2000, South Shore tenia 1.226 habitants, 539 habitatges, i 335 famílies. La densitat de població era de 739,6 habitants/km².
Dels 539 habitatges en un 29,3% hi vivien nens de menys de 18 anys, en un 44% hi vivien parelles casades, en un 15,2% dones solteres, i en un 37,7% no eren unitats familiars. En el 34,7% dels habitatges hi vivien persones soles el 19,9% de les quals corresponia a persones de 65 anys o més que vivien soles. El nombre mitjà de persones vivint en cada habitatge era de 2,17 i el nombre mitjà de persones que vivien en cada família era de 2,8.
Per edats la població es repartia de la següent manera: un 23,2% tenia menys de 18 anys, un 8,7% entre 18 i 24, un 24,9% entre 25 i 44, un 21,2% de 45 a 60 i un 21,9% 65 anys o més.
L'edat mediana era de 39 anys. Per cada 100 dones de 18 o més anys hi havia 70,5 homes.
La renda mediana per habitatge era de 18.214 $ i la renda mediana per família de 25.197 $. Els homes tenien una renda mediana de 23.036 $ mentre que les dones 20.833 $. La renda per capita de la població era de 12.161 $. Entorn del 22,4% de les famílies i el 25,7% de la població estaven per davall del llindar de pobresa.

## Poblacions més properes
El següent diagrama mostra les poblacions més properes.